# Jacques Aliamet
Jacques Aliamet (Abbeville, 30 novembre 1726 – Parigi, 29 maggio 1788) è stato un incisore e editore francese, considerato uno dei più famosi e brillanti incisori del suo tempo.

## Biografia

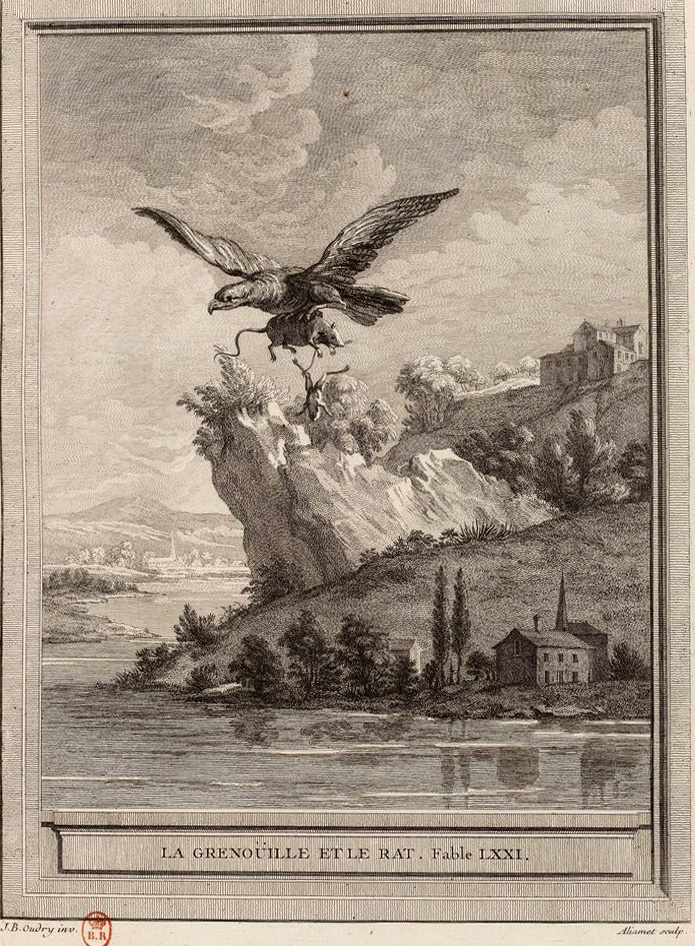
La rana e il topo, tratta dal disegno di Jean-Baptiste Oudry e dalla fiaba di Jean de La Fontaine, Biblioteca nazionale di Francia

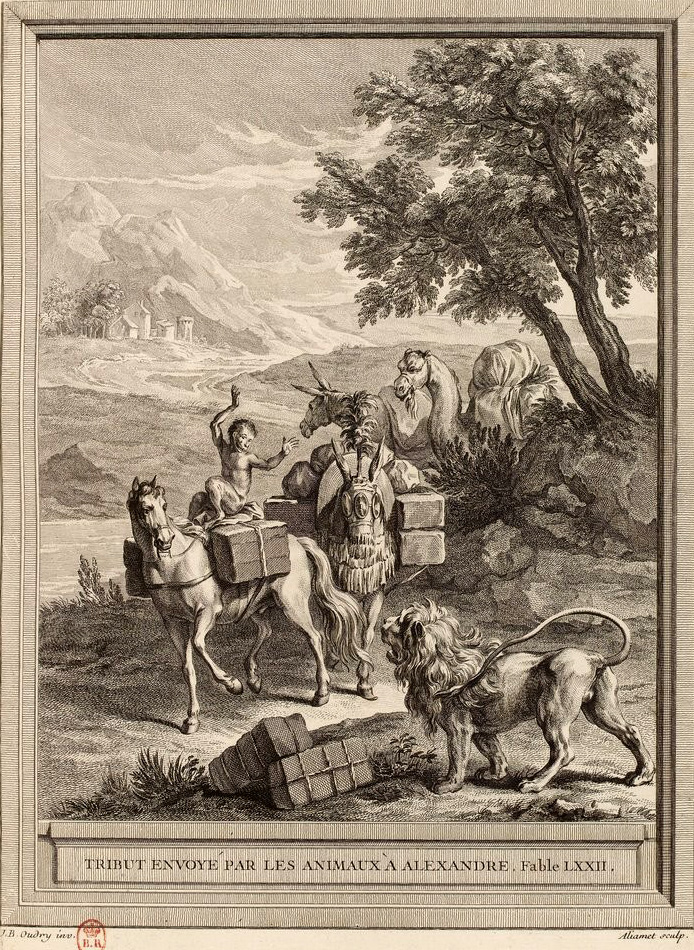
Omaggio inviato dagli animali ad Alexander, tratta dal disegno di Jean-Baptiste Oudry e dalla fiaba di Jean de La Fontaine, Biblioteca nazionale di Francia

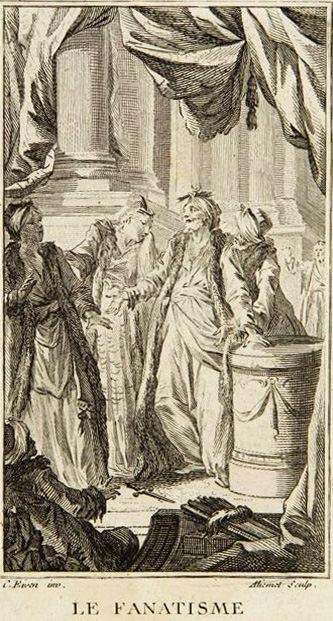
Il fanatismo, trata da Charles Eisen, Harvard Art Museums

Jacques Aliamet nacque ad Abbeville il 30 novembre 1726, figlio di Antoine Aliamet, commerciante ad Abbeville e di Marie Jeanne Françoise Mathieu.
Il 12 agosto 1748, Jacques Aliamet sposò Marie-Madeleine Hénot, nipote di uno dei suoi maestri, il pittore Robert Hecquet; da questo matrimonio nasceranno cinque figli.
Fratello dell'incisore François Germain, Jacques Aliamet si avvicinò all'arte dapprima disegnando vignette per gli scritti dell'incisore, saggista, enciclopedista Claude-Henri Watelet, successivamente con le lezioni dell'incisore e disegnatore Jacques-Philippe Le Bas, dove rimase per due o tre anni, poi andò a lavorare per sei mesi presso Carle Van Loo (Charles André van Loo), allora direttore della Académie royale de peinture et de sculpture.
Il suo primo lavoro, un'incisione di una targa, fu realizzato nel 1748, anche se Delignières affermò che già nel 1743 era attivo.
Durante la sua carriera divenne noto inizialmente per le sue illustrazioni di libri, per i quali realizzò più di centotrenta vignette in trentacinque opere diverse, tra le quali, assieme all'abate di Saint-Non collaborò alla realizzazione delle Battaglie della Cina (1774) e al Voyage Pittoresque de Naples et de Sicile (1781-1786), e successivamente per le tavole incise su ispirazione di Claude Joseph Vernet, Nicolaes Berchem, Philips Wouwerman, ma si dedicò anche a molti altri generi, tra i quali ritratti, soggetti galanti, pitture di paesaggi.
Ha perfezionato la tecnica di incisione denominata puntasecca, in base alla quale la matrice viene incisa direttamente con una punta metallica dura e acuminata, conferendo un caratteristico segno vellutato alla stampa.
Le sue incisioni si dimostrarono significative per la sicurezza del disegno e l'armonia dei toni, Secondo il Bénézit il suo cesello ha una notevole sicurezza.
Le sue stampe si caratterizzarono per una piacevole chiarezza e delicatezza degli effetti di stampa.
Diventò membro dapprima dell'Académie royale nel 1763 e dopo pochi anni membro dell'Accademia imperiale di Vienna.
Ha esposto regolarmente le sue opere al Salon de peinture et de sculpture.
Morì a Parigi il 29 maggio 1788, all'età di 61 anni.

## Opere
- I laboriosi italiani, tratta da Joseph Vernet (1765);
- Il fuoco notturno, tratta da Joseph Vernet (1765);
- Il forno di mattoni, tratta da Berchem (1765);
- L'incontro delle due donne del villaggio, tratto da Berchem (1765);
- Antico porto di Genova, tratta da Berchem (1767);
- La sera e la notte, parte delle Quattro ore del giorno, tratta da Vernet (1771);
- La provvida pastorella, tratta da François Boucher (1773);
- La redenzione dello schiavo, secondo Berchem (1777);
- Rivage vicino a Tivoli, tratta da Vernet (1779);
- Una caccia nella foresta, secondo Berchem (1881);
- Il massacro degli innocenti, tratta da Charles Le Brun (1887);
- Terza e quarta vista di Saverne, tratta da Brandt (1887).
- Il punto di vista del Levante, tratta da Vernet;
- Il tempo nebbioso, tratta da Vernet;
- Il tempo tempestoso, tratta da Vernet;
- Una guardia avanzata di hulans, tratta da Wouverman;
- Interruzione spagnola, tratta da Wouverman;
- Il sorgere della luna, tratta da Aernout van der Neer;
- Place des halles, tratta da Étienne Jeaurat;
- Place Maubert, tratta da Étienne Jeaurat;
- La Filosofia addormentata, tratta da Jean-Baptiste Greuze.